# Socket AM3+
Socket AM3+は、AMDのCPUで使用するCPUソケットであり、Socket AM3の後継のソケットである。2011年 Q3発売の Bulldozerのために設計された。AM3+では、DDR3 SDRAMがサポートされている。

## 概要
最も大きな変化はDDR2 SDRAMのサポートが削除されたことであり、AM3+対応のマザーボード・CPUの双方がDDR3 SDRAM専用となった。また電力効率向上のためにVID信号(CPU電圧制御信号)クロックが400kHzから3.4MHzへ高速化されており、電流容量も110Aから145Aへ増大した。またAM3よりもピン穴の径が拡大されている。
AM3およびそれ以前のソケットとの区別をつけやすくするため、AM3+では黒いソケットが採用されている。この黒いソケットそのものの名称は「AM3b」である。

## 仕様

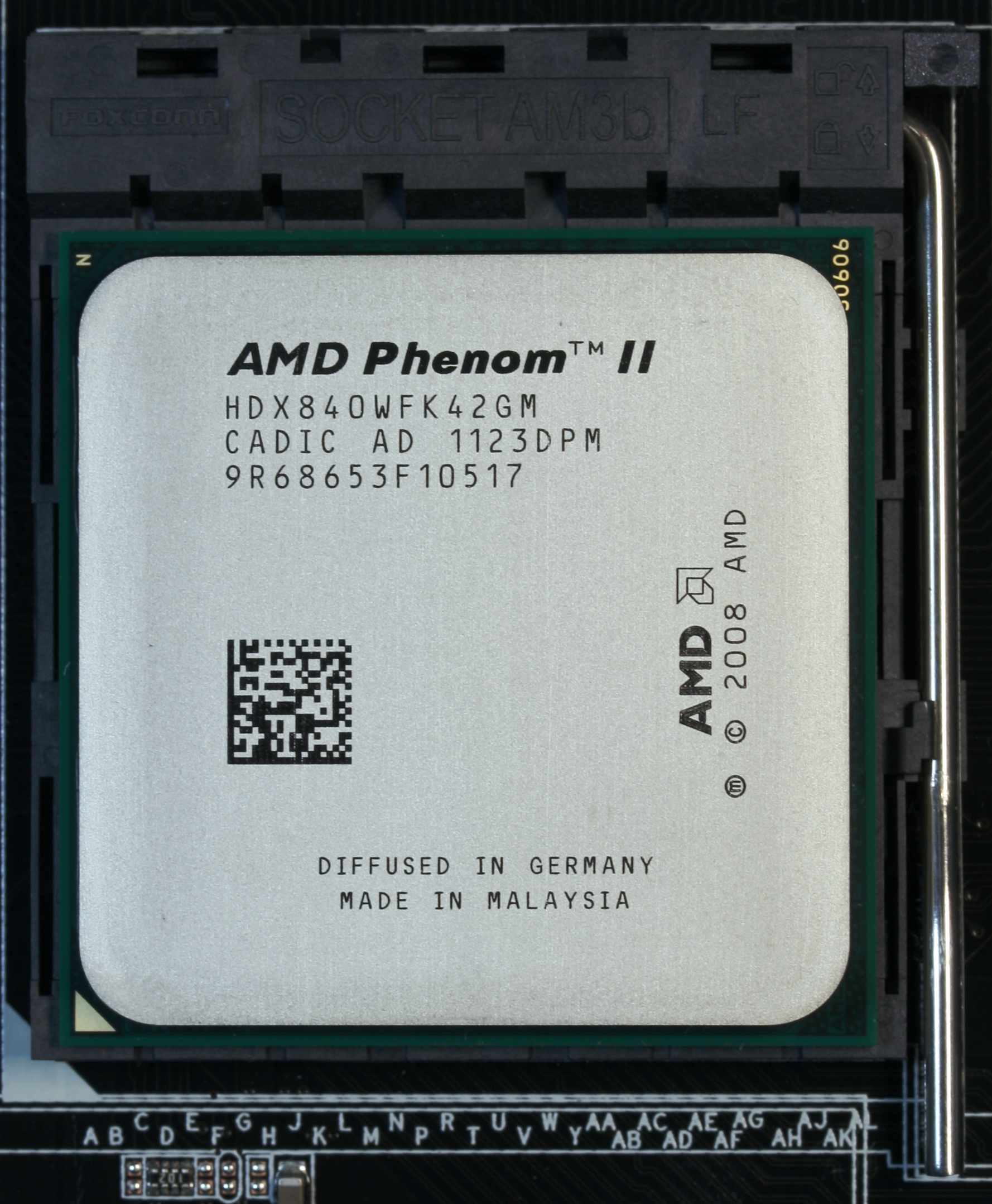
Socket AM3 CPU（Phenom II X4 840）はSocket AM3+マザーボード

Socket AM3からソケットの接点が1つ増えて942接点となっているが、従来のAM3対応Phenom IIやAthlon IIなどはAM3+対応マザーボードでも動作する。また、CPU側はピンが2本増えて940本となったものの、各マザーボードメーカーは（一部機能が制限されるが）BIOSアップデートによって一部のAM3+対応CPUをAM3対応マザーボードで動作させることを可能とした。一方で、先述の通りDDR2 SDRAMのサポートが削除されたためAM2+以前のDDR2系のシステムではAM3+対応CPUは動作せず、その逆も同様である。簡単にまとめると、
- AM3プロセッサはAM3+マザーボードで動作する。
- AM3+プロセッサはAM3マザーボードで条件付きで動作する（対応状況の確認が必要）。
- AM3+プロセッサはAM2+およびAM2マザーボードで動作しない（物理的に装着不可能）。
- AM2+およびAM2プロセッサはAM3+マザーボードで動作しない（物理的に装着不可能）。

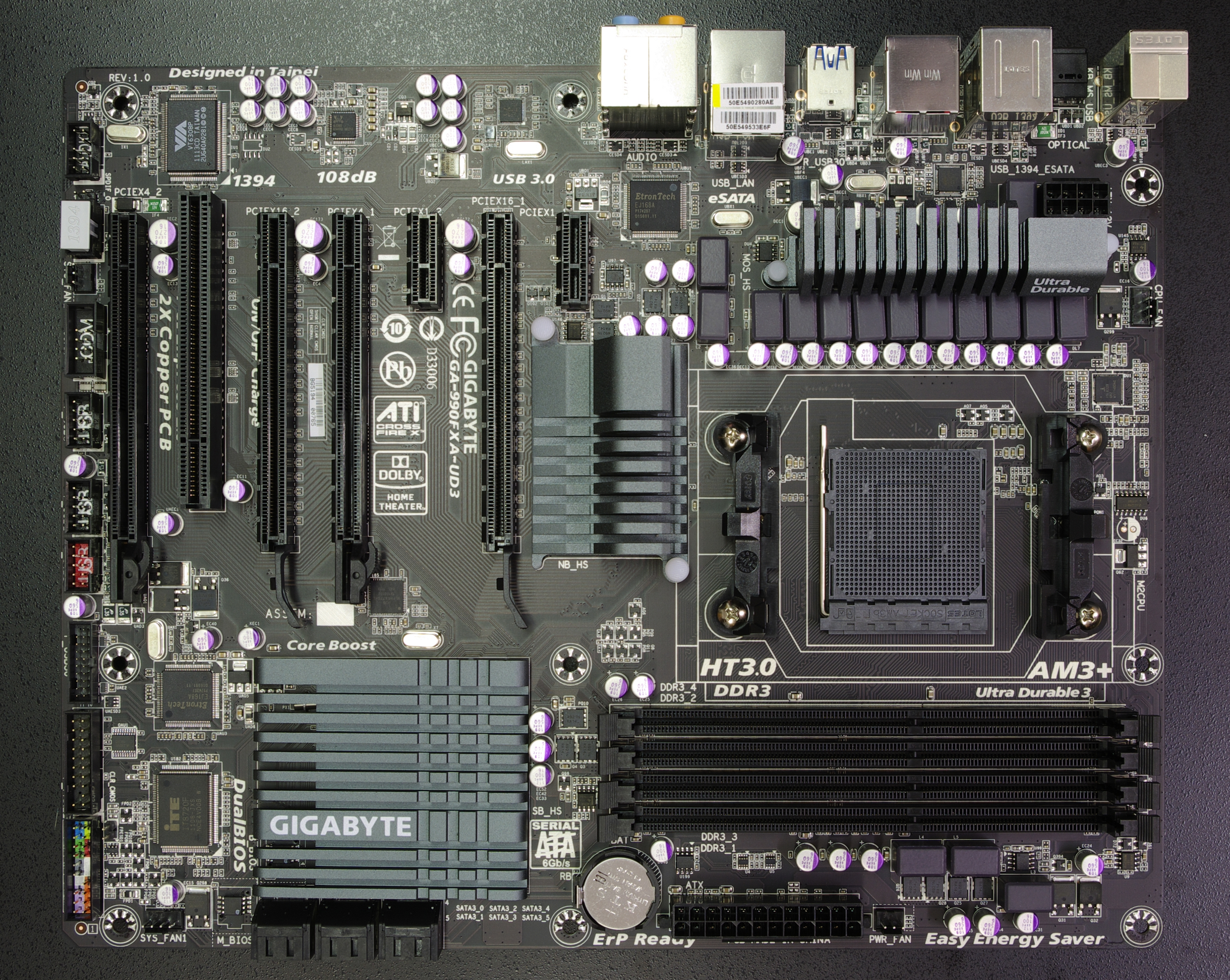
Socket AM3+のマザーボード

但し特殊な製品として、AM2世代のチップセットとDDR2 SDRAM・DDR3 SDRAM双方のメモリスロットを組み合わせ、CPUソケット部品のみ黒いAM3bソケットを使用したものがある。このような製品はHyperTransportのクロック周波数が1GHzまでであるなど仕様としてはAM2そのものであり、ソケットがAM3bであってもAM3+マザーボードと呼べるものではない。このマザーボードはAM2からAM3+までのあらゆるCPUに対応するが、AM2以外のプロセッサを取り付けてもHyperTransportの遅さがボトルネックになり本来の速度で動作しない。またAM2やAM2+プロセッサでDDR3 SDRAMを使用したり、AM3+プロセッサでDDR2 SDRAMを使用できるようになるわけではなく、使用するCPUが対応するメモリだけが使用できる。
|            |             | マザーボード | マザーボード | マザーボード | マザーボード |
| Socket AM2 | Socket AM2+ | Socket AM3   | Socket AM3+  |              |              |
| ---------- | ----------- | ------------ | ------------ | ------------ | ------------ |
| C P U      | Socket AM2  | Yes          | Yes          | No           | No           |
| C P U      | Socket AM2+ | Yes          | Yes          | No           | No           |
| C P U      | Socket AM3  | Yes          | Yes          | Yes          | Yes          |
| C P U      | Socket AM3+ | No           | No           | Yes          | Yes          |

## 採用製品
CPU
- AMD
  - Bulldozer
    - Zambezi
    - Zurich

  - Piledriver
    - Vishera
    - Delhi

チップセット
一部のチップセットでは、チップセット側の制限によりHyperTransport 2.0までの対応となる。
- AMD
  - 7 Series
  - 8 Series
  - 9 Series
- NVIDIA
  - GeForce 7025